# Riccardo Scrivano
Riccardo Scrivano (Alassio, 28 luglio 1928 – Civitavecchia, 8 febbraio 2020) è stato un critico letterario italiano.

## Biografia
Riccardo Scrivano si formò a Genova, dove fu allievo e assiduo collaboratore di Walter Binni: nell'anno accademico 1949-50 lo ebbe relatore per la discussione della tesi di laurea su «Leopardi idillico», come egli stesso ricordò nella dedica del suo saggio Capitoli leopardiani (2003): «Alla memoria di Walter Binni (...), mio maestro non solo in questo campo, ma in tutto quello che sono stato, che ho fatto e che sono».
La sua carriera di docente universitario e la contemporanea attività di studioso italianista e critico letterario si svilupparono dapprima nell'università di Padova, poi alla Sapienza di Roma e successivamente nell'università di Roma Tor Vergata.
A partire dal 1959 e con successivi approfondimenti fino agli anni Novanta, oltre a dedicare saggi specifici al Rinascimento e al Manierismo estese gradualmente i suoi studi alla letteratura italiana dell'Ottocento e del Novecento, con particolare attenzione alle riviste letterarie (1965). Si occupò anche di autori teatrali con vari saggi, da Vittorio Alfieri  a Luigi Pirandello; il suo interesse per la drammaturgia si concentrò soprattutto negli anni Ottanta. Altrettanto puntuale fu la sua indagine critica sulla letteratura dell'Otto-Novecento, da Alessandro Manzoni a Giovanni Verga (1994), fino a Gabriele D'Annunzio e ad Italo Svevo (1996). Numerosi anche i suoi studi sull'opera dantesca.
In collaborazione con Walter Binni, disegnò tra l'altro un ampio profilo di Luigi Russo. Ancora con Binni, suo amato maestro, fu coautore di vari testi destinati alle scuole secondarie superiori.
Scrivano è morto ultranovantenne nel febbraio del 2020 in una casa di cura a Civitavecchia.

## Opere
- Il manierismo nella letteratura del Cinquecento, Padova, Liviana editrice, 1959.
- Il decadentismo e la critica, Firenze, La Nuova Italia, 1963.
- La natura teatrale dell'ispirazione alfieriana, Milano, Principato, 1963.
- Riviste, scrittori e critici del Novecento, Firenze, Sansoni, 1965.
- Cultura e letteratura nel Cinquecento, Roma, Edizioni dell'Ateneo, 1966.
- Cinquecento minore, Bologna, Zanichelli, 1966.
- Biografia e autobiografia. Il modello alfieriano, Roma, Bulzoni, 1976.
- Quarantotti Gambini, Firenze, La nuova Italia, 1976.
- La narrativa di Verga, Roma, Bulzoni, 1977.
- Contributi sveviani, Trieste, Lint, 1979.
- La norma e lo scarto. Proposte per il Cinquecento letterario italiano, Roma, Bonacci, 1980.
- Finzioni teatrali da Ariosto a Pirandello, Messina-Firenze, D'Anna, 1982.
- San Francesco e i Vociani, Editore: Offprint, 1983.
- Letteratura e teatro, Bologna, Zanichelli, 1983.
- La vocazione contesa. Note su Pirandello e il teatro, Roma, Bulzoni, 1987.
- Il modello e l'esecuzione. Studi rinascimentali e manieristici, Napoli, Liguori, 1993.
- Strutture narrative. Da Manzoni a Verga, Napoli, Edizioni scientifiche italiane, 1994.
- Dopo il naturalismo. Esercizi di lettura su D'Annunzio e Svevo, Roma, Nuova cultura, 1996.
- Metafore e miti di Eugenio Montale, Napoli, Edizioni scientifiche italiane, 1997.
- Dante, Commedia. Le forme dell'oltretomba, Roma, Nuova cultura, 1997.
- Capitoli leopardiani, Roma, Bulzoni, 2003.
- Ritratto di Annibal Caro, Macerata, Edizioni Quodlibet, 2007.
- Letture e lettori. Appunti di critica letteraria, Pesaro, Metauro, 2010.